# Morro de Cúber
El Morro de Cúber és un esperó del massís dels Tossals Verds que mira just damunt l'embassament de Cúber. Té una altura de 965 m i pertany al municipi d'Escorca. S'hi accedeix des de l'embassament de Cúber, passant pel Coll dels Coloms.